# Milenko Špoljarić
Milenko Špoljarić (gr. Μιλένκο Σπόλιαριτς, Milenko Spoliarits; ur. 24 stycznia 1967 w Belišciach) – cypryjski piłkarz pochodzenia chorwackiego występujący na pozycji pomocnika.

## Kariera klubowa
Špoljarić karierę rozpoczynał w 1987 roku w jugosłowiańskim zespole NK Osijek z pierwszej ligi. Jego barwy reprezentował przez dwa lata, a potem odszedł do drugoligowego klubu OFK Beograd, gdzie grał przez trzy lata. W 1992 roku przeszedł do cypryjskiego Apollonu Limassol z Protathlima A’ Kategorias. W 1994 roku zdobył z nim mistrzostwo Cypru, a w 2001 roku Puchar Cypru. Trzykrotnie wystąpił też w finale tego pucharu (1993, 1995, 1998), przegranego jednak przez Apollon. W 1997 roku wywalczył z nim zaś wicemistrzostwo Cypru.
W 2003 roku Špoljarić odszedł do zespołu AEP Pafos, także grającego w Protathlima A’ Kategorias. W 2004 roku zakończył karierę.

## Kariera reprezentacyjna
W reprezentacji Cypru Špoljarić zadebiutował 11 listopada 1997 roku w wygranym 2:0 meczu eliminacji Mistrzostw Świata 1998 z Luksemburgiem. W latach 1997–2001 w drużynie narodowej rozegrał 21 spotkań i zdobył 8 bramek.